# Nước ngọt
Bài này nói về nước ngọt có trong tự nhiên. Xin xem thêm Nước ngọt (định hướng).
Nước ngọt hay nước nhạt là loại nước chứa một lượng tối thiểu các muối hòa tan, đặc biệt là natri chloride (thường có nồng độ các loại muối hay còn gọi là độ mặn trong khoảng 0,01 - 0,5 ppt hoặc tới 1 ppt), vì thế nó được phân biệt tương đối rõ ràng với nước lợ hay các loại nước mặn và nước muối. (Xem thêm Độ mặn hay độ muối).
Tất cả các nguồn nước ngọt có xuất phát điểm là từ các cơn mưa được tạo ra do sự ngưng tụ tới hạn của hơi nước trong không khí, rơi xuống ao, hồ, sông của mặt đất cũng như trong các nguồn nước ngầm hoặc do sự tan chảy của băng hay tuyết (xem thêm Vòng tuần hoàn nước).
Sự cung cấp đủ lượng nước ngọt cần thiết để duy trì sự sống là một vấn đề đáng báo động đối với nhiều loài sinh vật, trong đó có con người, đặc biệt là ở các khu vực sa mạc hay các khu vực khô cằn khác. Xem thêm nguồn nước.
Thậm chí trên tàu thuyền hay trên các đảo giữa đại dương vẫn có hiện tượng "thiếu nước", điều đó có nghĩa là sự thiếu hụt nước ngọt chứ không phải thiếu nước nói chung do nước biển là nước mặn và không thể sử dụng trực tiếp để uống.
Đối với các loài cá và các loài sinh vật khác sinh sống dưới nước thì nồng độ của natri chloride hòa tan trong nước là một yếu tố quan trọng cho sự sống của chúng. Phần lớn các loài không thể sống trong cả nước ngọt lẫn nước mặn, mặc dù có một số loài có thể sống trong cả hai môi trường. Cá nước mặn sinh sống chủ yếu ở các vùng nước mặn có độ chứa muối cao và chúng cố gắng thải các loại muối ra khỏi cơ thể nhiều đến mức có thể đồng thời với việc giữ lại nước. Cá nước ngọt thì làm việc ngược lại: Chúng có quá nhiều nước và có rất ít muối.

## Sự hình thành
Nước ngọt có thể đã có từ trước, khi có sự kết hợp giữa Hydro và Oxy từ thuở hồng hoan của Trái Đất. Nhưng trong giai đoạn Tiền Cambri, Trái Đất dường như chỉ có nước biển bao trùm hầu hết bề mặt Trái Đất. Nó gần giống như một hành tinh nước, cho đến khi các tầng lớp đất trồi lên rồi kiến tạo thành các dải đất và mảng lục địa. Mưa xuống và cô đọng lại trên bề mặt đã tạo nên các hồ và mạch nước ngọt.

## Định nghĩa định lượng
Nước ngọt được định nghĩa như là nước chứa ít hơn 0,5 phần nghìn các loại muối hòa tan. Các khối nước ngọt trong tự nhiên có phần lớn các hồ và ao, sông, một số khối nước ngầm cũng như nhiều khối nước ngọt chứa trong các vật thể do con người tạo ra, chẳng hạn các kênh đào, hào rãnh và hồ chứa nước nhân tạo. Nguồn chủ yếu tạo ra nước ngọt là giáng thủy từ khí quyển trong dạng mưa hay tuyết.
| Độ mặn của nước dựa trên các muối hòa tan theo ppt (Việt Nam) | Độ mặn của nước dựa trên các muối hòa tan theo ppt (Việt Nam) | Độ mặn của nước dựa trên các muối hòa tan theo ppt (Việt Nam) | Độ mặn của nước dựa trên các muối hòa tan theo ppt (Việt Nam) |
| Nước ngọt                                                     | Nước lợ                                                       | Nước mặn                                                      | Nước muối                                                     |
| < 1                                                           | 1 - 10                                                        | >10 hoặc >1                                                   | > 50                                                          |
| ------------------------------------------------------------- | ------------------------------------------------------------- | ------------------------------------------------------------- | ------------------------------------------------------------- |

| Độ mặn của nước dựa trên các muối hòa tan theo ppt (Anh-Mỹ) | Độ mặn của nước dựa trên các muối hòa tan theo ppt (Anh-Mỹ) | Độ mặn của nước dựa trên các muối hòa tan theo ppt (Anh-Mỹ) | Độ mặn của nước dựa trên các muối hòa tan theo ppt (Anh-Mỹ) |
| Nước ngọt                                                   | Nước lợ                                                     | Nước mặn                                                    | Nước muối                                                   |
| < 0,5/1                                                     | 0,5/1 - 17/30                                               | 1 - 35                                                      | > 40/50                                                     |
| ----------------------------------------------------------- | ----------------------------------------------------------- | ----------------------------------------------------------- | ----------------------------------------------------------- |